# 旭村 (福島県安達郡)
旭村（あさひむら）は福島県安達郡にあった村。現在の二本松市の南東部、国道459号沿線、口太川上流にあたる。

## 地理
- 山：麓山、辰子山、日山
- 河川：口太川

## 歴史
- 1889年（明治22年）4月1日 - 町村制の施行により、田沢村、百目木村、茂原村が合併して発足。
- 1955年（昭和30年）1月1日 - 小浜町・旭村と合併して岩代町が発足。同日旭村廃止。